# Gottlob Hebold

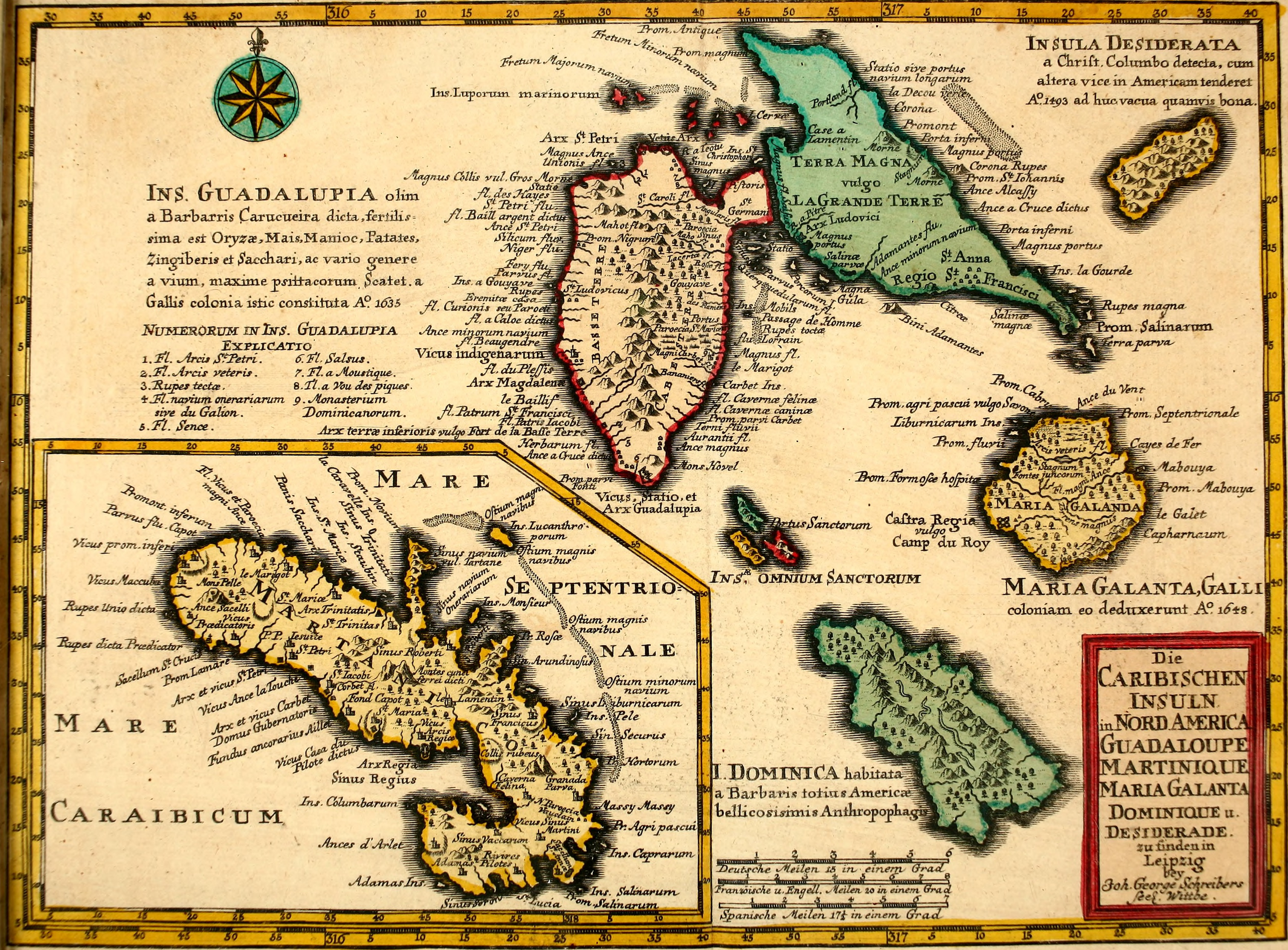
Das Britische Reich in America, 1761

Gottlob Hebold (um 1700–nach 1773) war ein deutscher Buchhändler und Verleger in Crossen und Sorau.

## Leben  und Wirken
Gottlob Hebold eröffnete eine Buchhandlung in Crossen in der brandenburgischen Neumark und verlegte seit 1728 dort auch
einige Bücher.  Um 1730 eröffnete er eine Filiale in Sorau in der benachbarten Niederlausitz (die damals zu Sachsen gehörte).
Seit 1739 verlegte er nur noch dort weitere Bücher. Von 1758 bis 1764 erschienen auch einige Titel in Freystadt in Schlesien (das zu Preußen gehörte). 1774 erschien sein letztes Buch in Sorau.

## Publikationen (Auswahl)
Gottlob Hebold verlegte zahlreiche  Bücher  mit verschiedenen Inhalten. Einige  sind digitalisiert.
- Johann Samuel Ledel, Der Bethende und Beichtende Medicus In Gottgeheiligten Hauß- Reise- Buß- Beicht- und Communion-Andachten, und überhaupt auf alle einem Medico vorkommende Fälle gerichtet, Mit höchsten Fleiß zusammen getragen, In Zwey Theile verfasset, und zum öffentlichen Druck befördert,  zu finden bey Gottlob Hebolden, Buchhändl, Crossen bzw. Sorau, 1728, Digitalisiert
- Lorenz Otto Lasius, Unmaßgebliche Vorschläge Die Adeliche Jugend auf eine leichte und profitable Art also zu erziehen/ daß sie dem Vaterland ersprießlich dienen/ und ihren vornehmen Angehörigen Freude und Zierde bringen möge, Crossen 1729, Digitalisiert

- Burkhard Gotthelf Struve, Academische Rede von gelehrten Betrügern , Sorau 1734  Digitalisat
- Johann Michael Kühn, Sammlung Der wichtigsten und nöthigsten, bisher aber noch nicht herausgegebenen Käyser- und Königlichen auch Hertzoglichen Privilegien, Statuten, Rescripten und Pragmatischen Sanctionen Des Landes Schlesien : Aus den nach und nach publicirten Königlichen Ober-Amts-Patenten, wie auch aus den wichtigsten Landes-Cantzeleyen und Archiven mit vieler Mühe und grossen Kosten zusammen getragen., Zwei Teile, Crossen und  Sorau, 1736, 1739
- Michael Neander, Geistlicher Menschen-Spiegel. Das ist: Von dem Menschen vor und nach dem Fall, nach der Auferstehung, und deßelben Seligkeit… Hin und wieder verbessert und mit des Autoris Lebens-Lauff (v. Val. Mylius), auch einer Vorrede von neuen heraus gegeben von Erdmann Neumeister, Sorau, 1737.
- Christian Friedrich Schaub, Johann Bodo Ulrici, M. Io. Bodo Vlrici Erörterung Der Lehre, Vom Zureichenden Grunde, Nach dessen Natur und Eintheilunge Wobey zugleich Der Urgrund derer, Von Herrn M. Schaub Jn seinem Vernünfftigen Gedancken Vom Zureichenden Grunde der Wahrheit Und dem Ansehen Eines vornehmen Theologi Zum Nachtheil, gemachten Folgerungen, Angezeiget und erwiesen wird, Sorau 1738, Digitalisiert
- Jodocus Leopold Frisch, Die Welt im Feuer, oder, das wahre Vergehen und Ende der Welt durch den letzen Sünd-Brand. Nebst 12 illuminirten Kuppfern, Sorau 1746, Digitalisiert

- Verkürtzung Langer Winter-Abende Zweyer Guten Freunde (...), Sorau 1759 Digitalisat
- Das Brittische Reich in America, sammt dem eroberten Canada, mit denen wichtigen Inseln Gadaloupe, Martinique und andern See-Plätzen, oder, Kurzgefasste Beschreibung der engländischen Pflanzstädte, Sorau 1761

- Johann Jacob Rosenstengels verneuerter Essig-Krug. Oder, die Kunst auf die vortheilhafteste Art Essig zu brauen und aufzusetzen. Nebst freyen Auszügen aus den neuesten ökonomischen Schriften, worinnen von dieser Wissenschaft gehandelt wird, Sorau 1774